# Обернцел
Обернцел (њем. Obernzell) град је у њемачкој савезној држави Баварска. Једно је од 38 општинских средишта округа Пасау. Према процјени из 2010. у граду је живјело 3.842 становника. Посједује регионалну шифру (AGS) 9275137.

## Географски и демографски подаци
Обернцел се налази у савезној држави Баварска у округу Пасау. Град се налази на надморској висини од 294 метра. Површина општине износи 18,2 km². У самом граду је, према процјени из 2010. године, живјело 3.842 становника. Просјечна густина становништва износи 211 становника/km².